# Hartstaklök
Hartstaklök (Sempervivum grandiflorum) är art i familjen fetbladsväxter från södra Schweiz och norra Italien.

## Hybrider
Arten bildar lätt hybrider med andra taklökar. Några som fått vetenskapliga namn är:
Sempervivum ×alidae = hartstaklök × alptaklök (S. wulfenii)
Sempervivum ×christii = hartstaklök × bergtaklök (S. montanum)
Sempervivum ×hayekii = hartstaklök × taklök (S. tectorum)

## Synonymer
Sempervivum gaudinii H.Christ
Sempervivum grandiflorum Haworth
Sempervivum grandiflorum f. albiflorum Anchisi
Sempervivum grandiflorum var. vallesiacum Chodat & Massey
Sempervivum luteum Haller
Sempervivum wulfenii subsp. gaudinii (H.Christ) Nyman